# Cantonul Alès-Sud-Est
Cantonul Alès-Sud-Est este un canton din arondismentul Alès, departamentul Gard, regiunea Languedoc-Roussillon, Franța.

## Comune
- Alès (parțial, reședință)
- Les Plans
- Méjannes-lès-Alès
- Mons
- Saint-Hilaire-de-Brethmas
- Saint-Privat-des-Vieux
- Salindres
- Servas